# Vladimir Luxuria
Vladimir Luxuria (Foggia, 24 giugno 1965) è un'attivista, scrittrice, personaggio televisivo, opinionista, direttrice artistica, attrice, conduttrice televisiva ed ex politica italiana.
È stata deputata della XV legislatura, durante il governo Prodi II, diventando la prima persona transgender a essere eletta al parlamento di uno Stato europeo.

## Biografia
Vladimir Luxuria nasce Wladimiro Guadagno, a Foggia, il 24 giugno del 1965. Nella città pugliese intraprende la carriera artistica, dapprima organizzando feste presso la discoteca Dirty Dixy Club, poi esibendosi con i primi spettacoli dal vivo nel 1982 alla Taverna del Gufo. Nel 1985 si trasferisce a Roma, dove si laurea alla Sapienza - Università di Roma in Lingue e Letterature straniere con 110 e lode e una tesi sullo scrittore Joseph Conrad.
Nel 2017, in un'intervista con Mauro Leonardi per Novella 2000, parla per la prima volta della sua conversione al cattolicesimo dopo essere stata prima atea e poi buddista per tanti anni, e durante una puntata di Sabato Italiano riconferma le sue dichiarazioni, così come in un'intervista del 2022.

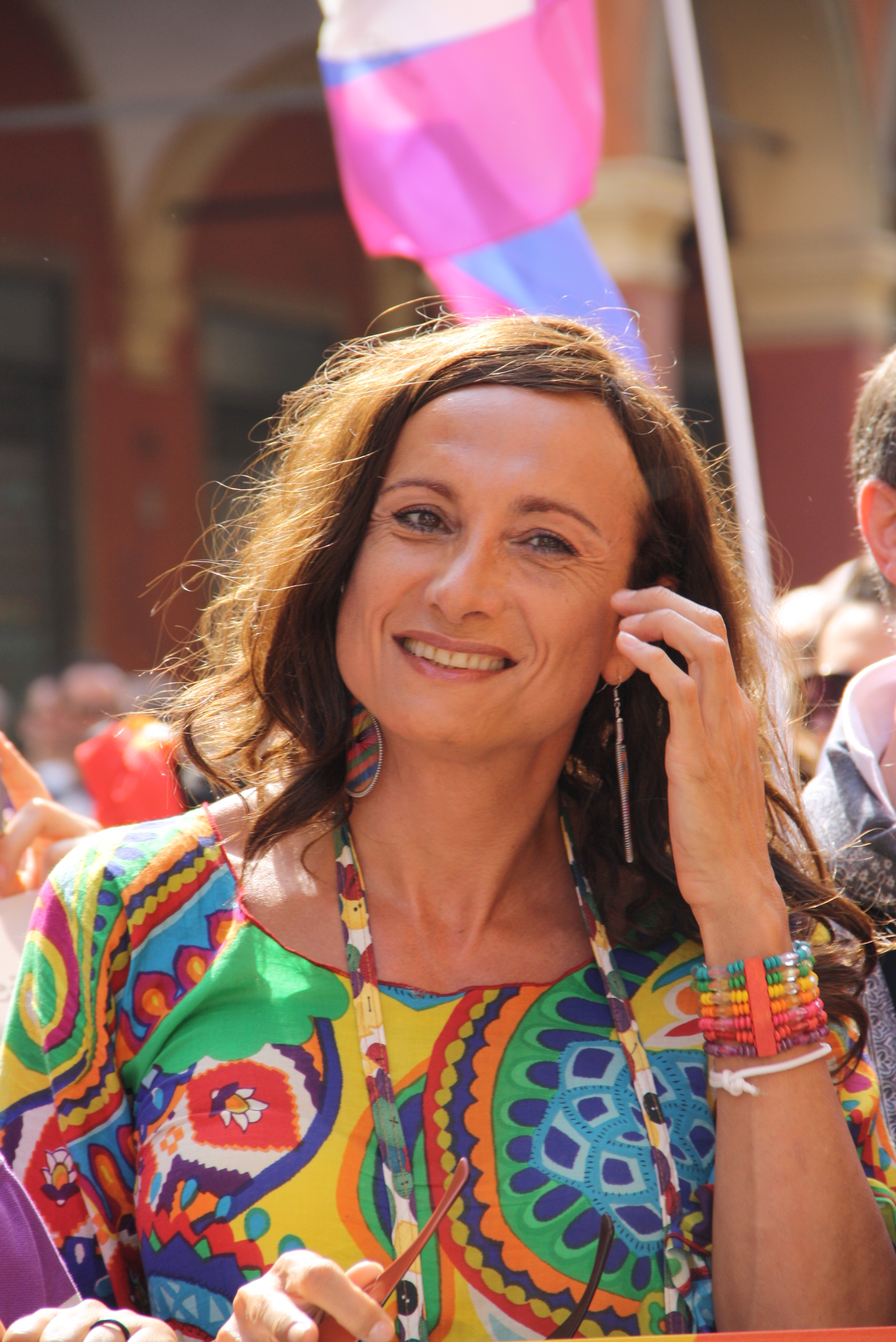
Vladimir Luxuria al Bologna Pride nel 2012

Non si è mai sottoposta a intervento chirurgico di vaginoplastica, concedendosi, però, un'operazione di elettro-coagulazione per inibire la crescita della barba e in seguito, nel 2007, una rinoplastica e una mastoplastica, dichiarando: «Si tratta di un adeguamento di genere. Adeguo la mia esteriorità alla mia interiorità».
Nell'agosto del 2009 dichiara di essere intenzionata a sottoporsi all'intervento di riassegnazione chirurgica del sesso. Tuttavia, durante un'intervista con la direttrice di Novella 2000 Candida Morvillo nel marzo 2011, ha chiarito di aver rinunciato all'operazione pochi giorni prima che avvenisse, perché non ancora sufficientemente sicura.

### Attivismo
Alla fine degli anni ottanta incomincia il suo impegno nel movimento per i diritti della comunità LGBT. Entra a far parte del Circolo di cultura omosessuale Mario Mieli, di cui nel 1993 diventa direttrice artistica organizzando la serata Muccassassina, che si teneva inizialmente al centro sociale "Villaggio Globale". La serata diventa in quegli anni una delle più note della capitale, e arriva a ospitare personaggi di calibro internazionale come David LaChapelle, Grace Jones, Rupert Everett, Alexander McQueen. Insieme con Vanni Piccolo e altri fu organizzatrice del primo Gay pride d'Italia, che si tenne a Roma il 2 luglio 1994 e al quale parteciparono circa diecimila persone, mentre con Imma Battaglia organizzò il World Pride del 2000 nell'anno del Giubileo, a cui partecipò un milione di persone.

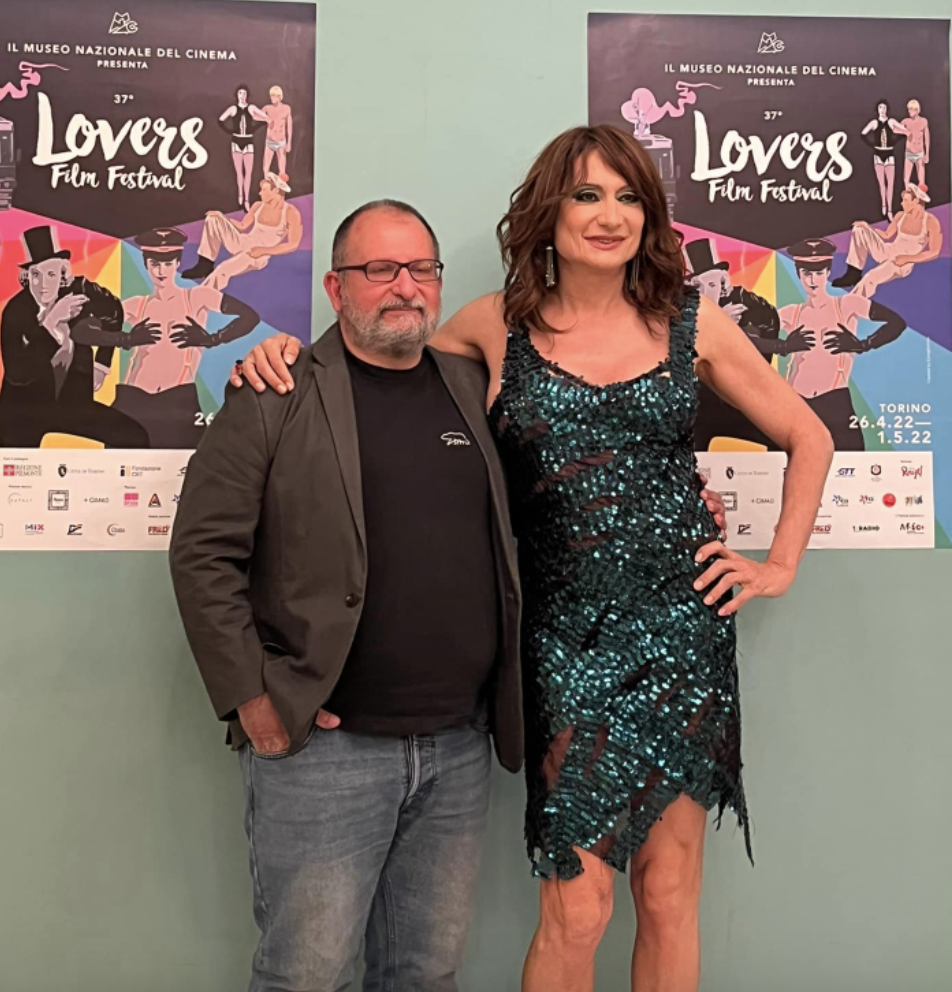
Vladimir e Stefano Paolo Giussani, anch'egli attivista per i diritti LGBT, alla premiere del film Are You Proud? al Lovers Film Festival di Torino nell'aprile del 2022.

Negli anni successivi intensificò la propria attività politica e civile, collaborando con diversi quotidiani e network radiofonici, fra cui l'Unità, Liberazione e Radio Capital.
Partecipa come madrina al Sicilia pride di Palermo del 2010 e poi al Palermo pride 2011 e al Campania pride di Napoli del 2011, dove sfila al fianco del sindaco neoeletto Luigi de Magistris. Sempre nel 2011, nell'ambito del Gay Village, le viene assegnato il Gay Village Award come il personaggio LGBT più amato, avendo ricevuto il 25% delle preferenze in un sondaggio on-line condotto dall'associazione Di' Gay Project, cui hanno risposto ventimila utenti. Nel luglio 2012 interviene al Global LGBT Workplace Summit, dibattito internazionale sul lavoro organizzato da OUT and EQUAL, organizzazione statunitense che lavora per l'uguaglianza delle persone LGBT nei luoghi di lavoro, tenutosi a Londra.

### Carriera di attrice
Sempre a Roma, incominciò contemporaneamente la sua carriera nel mondo dello spettacolo e del cinema. Si esibisce al Piper, e nel 1989 incide un brano scritto da lei, Der Traurige, nella compilation Hey Roma! per la Klang Records.
Nel 1991 ottenne la sua prima parte in un film, Cena alle nove, diretto da Paolo Breccia. In quel periodo, secondo quanto dichiarato in un'intervista, si prostituì per un breve periodo, "al fine di reperire i mezzi di sostentamento necessari e mantenersi nella capitale".
Nel 1997 ottiene una piccola parte nel film di Carmine Amoroso intitolato Come mi vuoi, che la vede recitare al fianco di Enrico Lo Verso e Monica Bellucci; sempre nello stesso anno ha anche una piccola parte nel film "Tutti giù per terra" di Davide Ferrario, dove interpreta una prostituta trans. Contemporaneamente prosegue la sua attività di attrice di cinema e, a partire dagli anni 2000, di teatro. A teatro porta diversi spettacoli di cui è anche autrice. Dal 2001 al 2003 gira i teatri italiani con il musical Emozioni, diretta da Sergio Japino e in cui recita insieme con Sabrina Salerno e Ambra Angiolini.
Nel 2007, al Teatro romano di Trieste, si cimenta in testo classico, recitando  il ruolo della protagonista nella Elena di Euripide regia di Giuseppe Rocca. 
Dal 2019 assume la carica di direttrice artistica del Lovers Film Festival (ex Torino Gay & Lesbian Film Festival - Da Sodoma a Hollywood), uno dei principali festival cinematografici a tematica LGBTQ+ e uno dei più longevi, nato proprio a Torino negli anni ottanta su iniziativa di Ottavio Mai.

### Carriera come personaggio televisivo
Dal 1999 al 2005 è stata ospite fissa del Maurizio Costanzo Show in onda su Canale 5 e ha partecipato anche come ospite nel programma di LA7 Markette - Tutto fa brodo in TV. Nel 2006 ha condotto, insieme con Valeria Bilello, il programma televisivo One Shot Evolution, basato sulla rievocazione musicale e culturale degli anni ottanta del XX secolo, in onda su All Music. Sempre nel 2006, partecipa al nuovo album discografico postumo della cantautrice Giuni Russo, intitolato Unusual, duettando nel brano Illusione. Nel 2008 partecipa come concorrente della sesta edizione de L'isola dei famosi di cui fu vincitrice con il 56% dei voti; parteciperà anche alle edizioni del 2011 e del 2012, prima nei panni di opinionista e poi di inviata.
Nel 2013 conduce la seconda puntata di Colorado su Italia 1 con Paolo Ruffini, per poi passare a LA7 conducendo Fuori di gusto insieme con Fede & Tinto. Nel 2014 è opinionista della tredicesima edizione del Grande Fratello. Nel 2015 partecipa nel ruolo di giurata a Miss Italia e conduce su Deejay TV la prima edizione de L'isola di Adamo ed Eva. Nel 2016 è ospite al Grand Hotel Chiambretti su Canale 5, mascherata da Crudelia De Mon. Nel 2017 è opinionista alla dodicesima edizione de L'isola dei famosi con la conduzione di Alessia Marcuzzi. Inoltre dall'autunno 2017 diventa opinionista fissa dei programmi di punta di Canale 5, come Mattino Cinque, Pomeriggio Cinque e Domenica Live.
Nel 2018 è ospite in alcune puntate di Stasera tutto è possibile, condotto da Amadeus. Nell’autunno dello stesso anno è tra i concorrenti di Tale e quale show, condotto da Carlo Conti in onda su Rai 1. Nel dicembre 2018 partecipa come ospite misterioso alla serata speciale a favore di Telethon de I soliti ignoti condotto da Amadeus. Il 20 maggio 2019 partecipa come concorrente temporanea nella casa del Grande Fratello, condotto da Barbara D'Urso. A gennaio 2022 prende parte, come partecipante, alla prima edizione del programma Back to School, condotto da Nicola Savino sulle Italia 1. A febbraio 2022 è stata una dei concorrenti della terza edizione de Il Cantante Mascherato, con la maschera del Pesce Rosso. A marzo 2022 prende parte, anche questa volta come opinionista, insieme a Nicola Savino, alla sedicesima edizione de L'isola dei famosi, condotta da Ilary Blasi, per poi essere riconfermata nell’edizione successiva a partire da aprile 2023 insieme ad Enrico Papi.
Dal 25 settembre 2023 conduce su Rai Radio 1 il programma Il rosso e il nero contrapponendosi alla sua spalla Francesco Storace. Nel 2024-2025 i due si confrontano come opinionisti a Lo stato delle cose, programma condotto da Massimo Giletti su Rai 3.
Dall’aprile 2024 diventa la conduttrice della  diciottesima edizione de L'isola dei famosi, al posto di Ilary Blasi, in prima serata su Canale 5.

### Attività letteraria
Nel maggio del 2007 pubblica il suo primo libro, Chi ha paura della Muccassassina, edito da Bompiani, nel quale racconta il suo percorso di vita da Foggia a Montecitorio. E da luglio a novembre dello stesso anno fa da madrina alla mostra "arte e omosessualità" Vade Retro a Milano. Nel 2009 pubblica Le favole non dette, edito da Bompiani.
Nel giugno 2011 vince il Premio Margutta per la letteratura e nello stesso anno esce nelle librerie Eldorado, terzo libro di Luxuria, primo romanzo, che racconta la storia di un anziano omosessuale nella Germania degli anni trenta, proponendosi anche di ricordare lo sterminio nazista degli omosessuali.
Nel 2017 e 2018 pubblica altri due libri, rispettivamente Il coraggio di essere una farfalla e Perù aiutami tu.

### Attività discografica
Dopo sporadiche esperienze musicali, a febbraio 2019 pubblica un singolo, dal titolo Sono un uomo.

## Attività da parlamentare

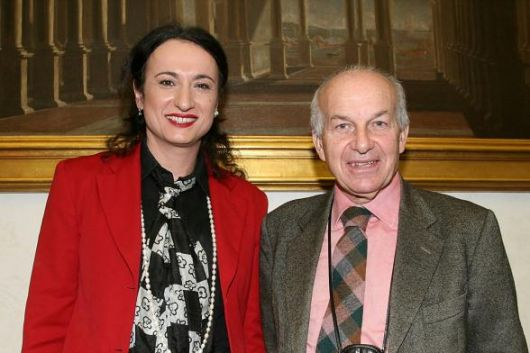
Vladimir Luxuria con Fausto Bertinotti ai tempi in cui lei era parlamentare

Alle elezioni politiche del 2006 Vladimir Luxuria, candidata come indipendente nelle liste di Rifondazione Comunista, viene eletta alla Camera dei deputati nella circoscrizione Lazio 1. Dal 6 giugno 2006 ha fatto parte della VII Commissione parlamentare (Cultura, Scienza e Istruzione). È stata la prima donna transgender a diventare parlamentare in Europa. Durante il suo mandato è stata prima firmataria di due proposte di legge: la n. 1387, presentata il 14 luglio 2006 e annunziata il 17 luglio 2006 recante Disposizioni in materia di cinematografia; e la n. 2733, presentata il 5 giugno 2007 e annunziata il 6 giugno 2007, recante Norme in materia di diritti e libertà delle persone transgenere.
Quest'ultima proposta di legge prevedeva l'introduzione, nel solco dei diritti costituzionali della persona, di alcuni principi cardine relativi alla persona transgenere che diveniva tipizzata, ovvero individuata attraverso due principali caratteristiche: la totale, prevalente o parziale identificazione verso il genere sessuale opposto a quello attribuito alla nascita; e il disagio profondo nel continuare a vivere nel proprio sesso cariotipico e genere anagrafico, e desiderio persistente o già messo in atto, anche parzialmente, di vivere come ruolo sociale e di genere con identità di genere opposta a quella di nascita. Se approvata, la legge, avrebbe previsto l'istituzione della Commissione di riconoscimento di genere con compiti di coordinamento nazionale e l'istituzione di Commissioni regionali per il riconoscimento di genere con il compito di rilasciare il certificato di pieno riconoscimento di genere (CPRG) e le autorizzazioni a tutte le operazioni chirurgiche di adeguamento di genere. La rettificazione di attribuzione del genere sarebbe stata di competenza del giudice di pace.
La sua attività di iniziativa legislativa è stata caratterizzata anche dalla presentazione di 55 progetti di legge come controfirmataria. In particolare, tra gli altri, ha sottoscritto il disegno di legge n. 33, presentato e annunziato il 28 aprile 2006, recante la Disciplina del patto civile di solidarietà. È stata presente a 4.360 votazioni elettroniche su 4.875, circa 89,4 percento.
Al riguardo dei provvedimenti più noti, si è espressa a favore del disegno di legge di iniziativa governativa sul "rifinanziamento delle missioni internazionali e ritiro dall'Iraq (2006)" divenuto poi legge 4 agosto 2006, n. 247, Disposizioni per la partecipazione italiana alle missioni internazionali. Il 29 luglio 2006 ha votato a favore dell'indulto, istituito con legge 31 luglio 2006, n. 241, approvato da un'ampia maggioranza trasversale di entrambi i rami del parlamento, che estinse le pene detentive nella misura non superiore a tre anni e quelle pecuniarie nella misura non superiore a 10.000 euro.

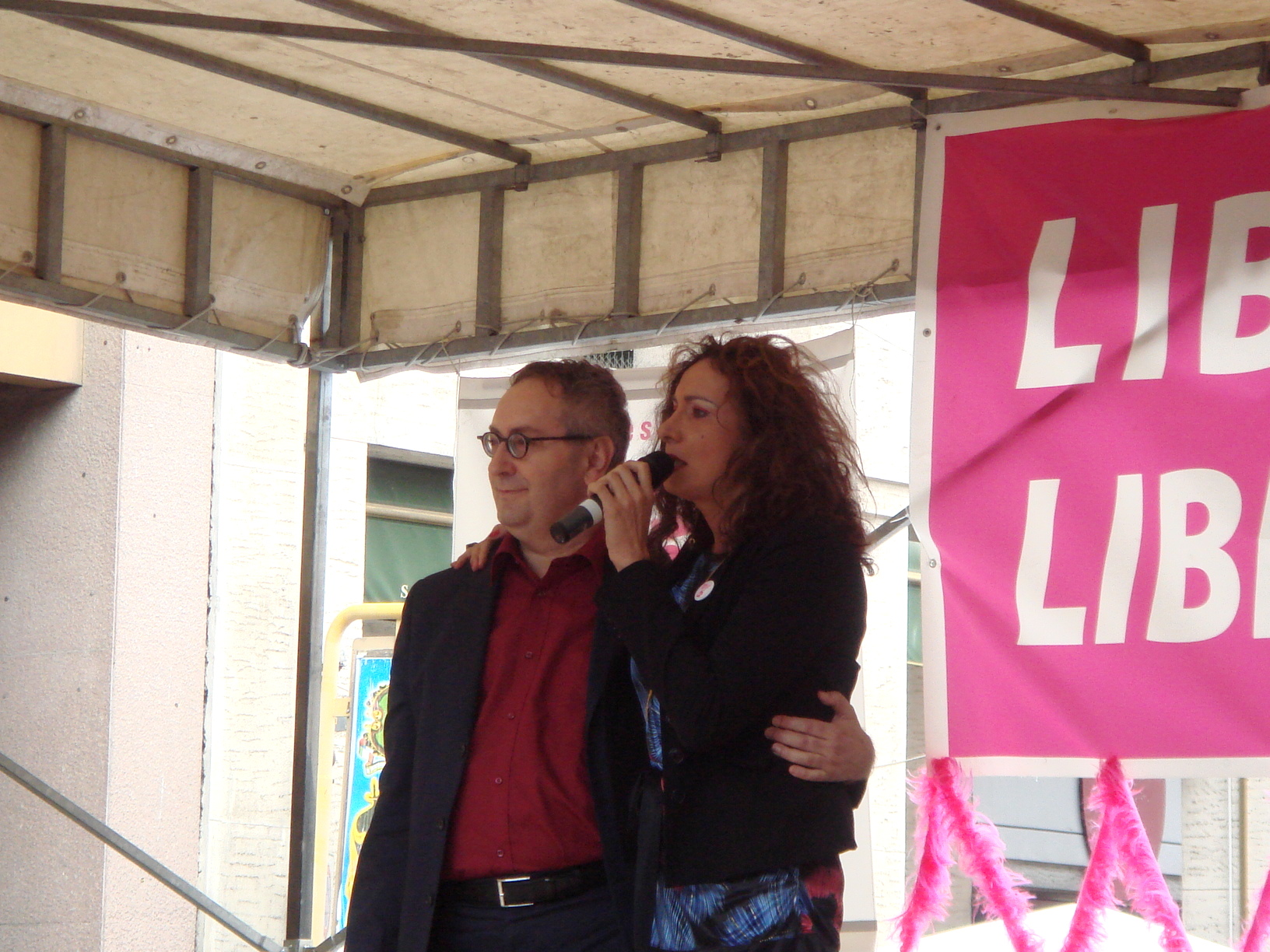
Vladimir Luxuria e Franco Grillini al Biella Pride (Piemonte) nel 2008

Il 22 febbraio 2007 si è espressa a favore della conversione in legge del decreto-legge 27 dicembre 2006, n. 299, Abrogazione del comma 1343 dell'articolo 1 della legge 27 dicembre 2006, n. 296, recante disposizioni in materia di decorrenza del termine di prescrizione per la responsabilità amministrativa. Attraverso questo provvedimento, approvato dal legislatore, è stata abrogata la norma, introdotta con la legge finanziaria 2006, che faceva decorrere il termine di prescrizione in tema di responsabilità amministrativa dal momento in cui "si è verificato il fatto dannoso" anziché dal momento in cui "è stata realizzata la condotta produttiva di danno", rendendo in tal modo "più lungo" il termine di prescrizione degli illeciti.
Dopo la cessazione del mandato parlamentare, dovuta alla fine della XV legislatura della Repubblica Italiana scaturita dalla crisi del secondo governo Prodi, si è nuovamente candidata alla Camera dei Deputati nella circoscrizione Sicilia 1, nella lista La Sinistra l'Arcobaleno, forza politica che ha riunito Rifondazione Comunista (PRC), Partito dei Comunisti Italiani (PdCI), Federazione dei Verdi (Verdi) e Sinistra Democratica (SD). Ma alle elezioni politiche del 2008 il neonato soggetto politico non ottiene seggi, non avendo raggiunto la soglia di sbarramento e l'esperienza parlamentare di Vladimir Luxuria si interrompe. Nel 2010 viene diffusa la falsa notizia che l'avrebbe vista come possibile candidata alle regionali del 2010 nelle file del Popolo delle Libertà, dopo una battuta della stessa che diceva di non escludere l'eventualità e la voglia di "contagiare" il centrodestra su alcune questioni. Vladimir Luxuria, che non è mai stata iscritta a nessun partito, ha più volte affermato di voler restare comunque fuori dai partiti politici pur senza abbandonare il suo impegno sul fronte dei diritti civili.

### Iniziativa legislativa
Proposte di legge presentate come primofirmataria
- Disposizioni in materia di cinematografia[41] - Proposta di legge n. 1387, presentata il 14 luglio 2006, annunziata il 17 luglio 2006.
- Norme in materia di diritti e libertà delle persone transgenere[42] - Proposta di legge n. 2733, presentata il 5 giugno 2007, annunziata il 6 giugno 2007.

È stata promotrice e prima firmataria della proposta di legge n. 2733 del 2007 intitolata Norme in materia di diritti e libertà delle persone transgenere che, prendendo esempio dalla legislazione tedesca (legge 10.9.1980, n. 1654), proponeva la possibilità di chiedere il cambio dei dati anagrafici anche prima dell'operazione di riassegnazione chirurgica del sesso. La proposta è rimasta giacente, anche se nel 2015 la Corte suprema di cassazione ha stabilito che per ottenere il cambio di sesso all'anagrafe non è obbligatorio l'intervento di adeguamento degli organi sessuali.

## Attacchi alla persona e controversie personali

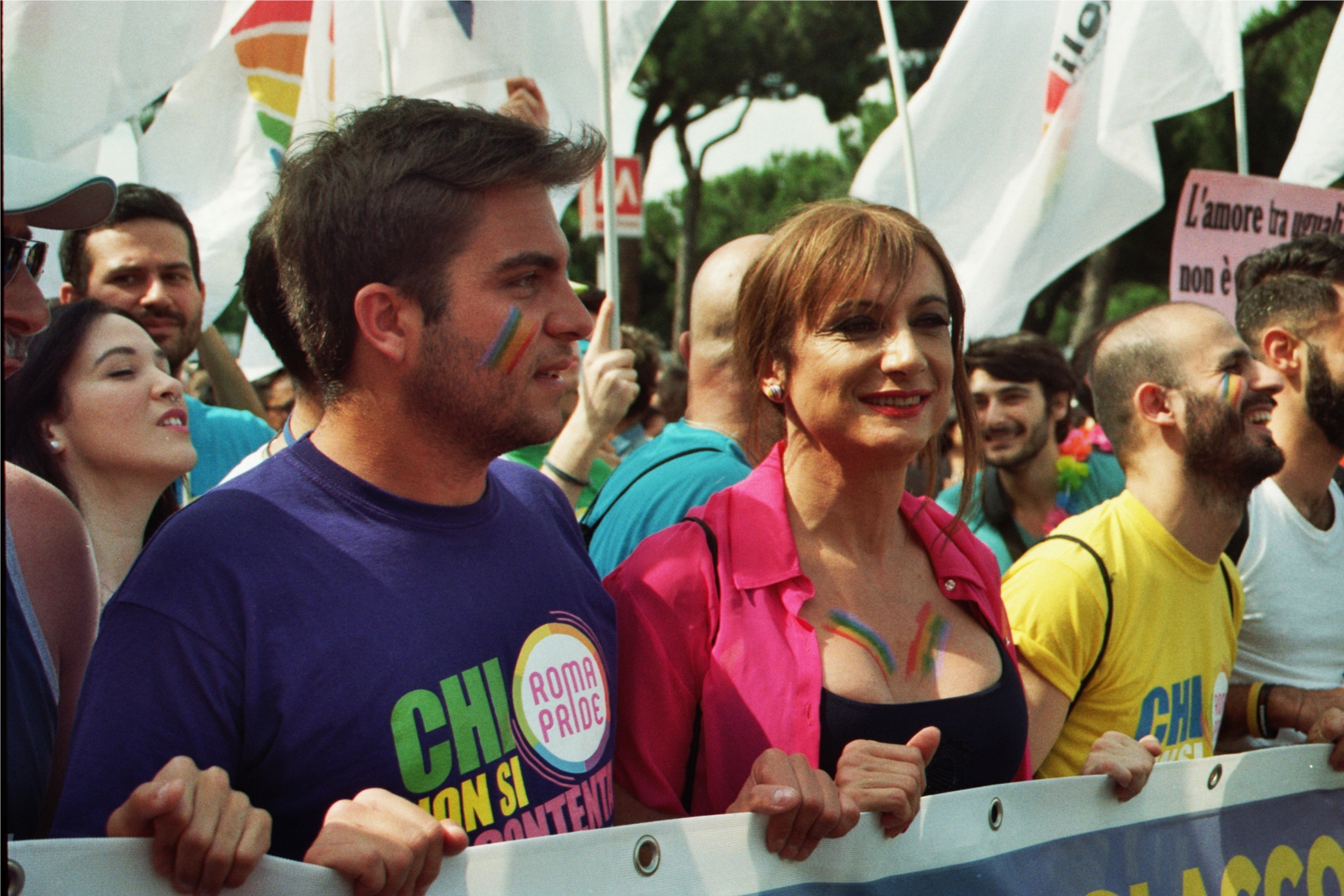
Vladimir Luxuria al Roma Pride 2016

Nel 2003, di fronte all'abitazione di Luxuria in via del Pigneto a Roma, compare la scritta "Fuori i trans dal Pigneto" firmata con una croce celtica. L'anno successivo una nuova scritta intimidatoria contro Luxuria, "Luxuria raus", compare sui muri della sua casa romana. La sua candidatura politica venne osteggiata da un gruppo di donne del collegio siciliano in cui venne candidata, che organizzarono una raccolta firma per chiedere al partito di candidare invece la deputata uscente, una donna rappresentante dell'UDI. Il coordinamento regionale Arcigay Sicilia condannò quest'episodio di intolleranza transfobica. La candidatura suscitò poi perplessità nei settori cattolici dell'Unione, in particolare nell'UDEUR, dove Clemente Mastella, appartenente alla medesima coalizione di Governo, definì Luxuria come «una ridicola Cicciolina».
Nel 2006 ci fu un violento alterco con la parlamentare Elisabetta Gardini di Forza Italia in merito all'uso da parte di Luxuria del bagno femminile a Montecitorio (in seguito dallo schieramento della Gardini è giunta la proposta di creare un bagno ad hoc). A Guidonia, durante una conferenza stampa per la campagna elettorale, Luxuria subì, oltre ad attacchi e striscioni offensivi, anche lanci di finocchi da parte di un gruppo di manifestanti, tra cui Cipriani e Lombardo, due ex consiglieri locali di Alleanza Nazionale.

Sempre nel corso della campagna elettorale, ebbe uno scontro con la deputata Alessandra Mussolini, all'epoca facente parte di Alternativa Sociale, negli studi della trasmissione Porta a Porta. Di fronte alla preoccupazione espressa da Luxuria per il fatto che la Mussolini si fosse vantata di essere fascista, la deputata di Alternativa Sociale esternò: 
(Alessandra Mussolini)
Il fatto fu riportato dalle maggiori testate nazionali e provocò una forte polemica politica.
Il 28 maggio 2007 a Mosca, durante una manifestazione di protesta, Luxuria e l'eurodeputato radicale Marco Cappato sono stati aggrediti, assieme ad altri esponenti politici russi ed esteri, da un gruppo di nazionalisti e ultraortodossi, mentre tentavano di consegnare al sindaco di Mosca una lettera, firmata da vari europarlamentari, per chiedergli di autorizzare il Gay Pride.
Nel 2008 destò scalpore la scelta di Luxuria di votare contro l'emendamento alla finanziaria del deputato radicale Maurizio Turco che prevedeva di far pagare l'ICI anche sugli immobili della Chiesa di tipo commerciale con carattere accessorio, con il Corriere della Sera che titolò "Luxuria salva le chiese dall'Ici". Nel giugno del 2012, ospite a Un giorno da pecora, Luxuria ammise di aver combinato un pasticcio in quanto la proposta le era stata presentata in modo errato dai colleghi di partito.
Durante un'intervista concessa a Paolo Bonolis a Il senso della vita, Aldo Busi disse di Luxuria: È uno che ce l'ha fatta, ma è diventato un gay da regime, che va in tv in maschera e la cui funzione politica è filogovernativa.
Nel febbraio del 2014, Luxuria si è recata a Soči con Pio e Amedeo per conto della trasmissione Le Iene, con lo scopo di intervistare gli atleti che partecipavano alle olimpiadi invernali sulle leggi omofobe in vigore in Russia. In tale occasione ha manifestato contro il governo di Vladimir Putin esibendo una bandiera arcobaleno con la scritta in russo "gay è ok", azione che ha condotto al fermo suo e del duo comico. La vicenda ha avuto grande risonanza mediatica, venendo riportata anche da quotidiani stranieri.
Il 1º settembre 2014, nell'ambito della discussione politica riguardo all'adozione di bambini da parte di coppie omosessuali, tramite il proprio account Twitter lancia un duro attacco personale nei confronti di Giorgia Meloni, presidente di Fratelli d'Italia e strenua sostenitrice della "famiglia tradizionale", scrivendo "spero che nessun bambino venga abbandonato da un padre a 12 anni come è successo alla vostra Giorgia Meloni", facendo riferimento a un episodio dell'infanzia della Meloni.
Nel 2017 Luxuria è al centro delle polemiche per il cosiddetto "caso Weinstein", dopo essersi scagliata contro Asia Argento e le accuse di quest'ultima al noto produttore. In seguito, Luxuria si scuserà con Argento in una lettera pubblica su Facebook, ritrattando le sue dichiarazioni.

## Filmografia
- Cena alle nove, regia di Paolo Breccia (1991)
- Come mi vuoi, regia di Carmine Amoroso (1996)
- Tutti giù per terra, regia di Davide Ferrario (1996)
- La vespa e la regina, regia di Antonello De Leo (1999)
- Guardami, regia di Davide Ferrario (1999)
- Ponte Milvio, regia di Roberto Meddi (1999)
- Sono positivo, regia di Cristiano Bortone (2000)
- Ogni lasciato è perso, regia di Piero Chiambretti (2000)
- Mater Natura, regia di Massimo Andrei (2005)
- Gli sposi, regia di Carmine Amoroso (2005)
- L'eletta, di Camilla Paternò e Matteo Basilé (2006)
- Roma, santa e dannata, regia di Daniele Ciprì – documentario (2023)

## Programmi televisivi
- Maurizio Costanzo Show (Canale 5, 1995-2005) ospite ricorrente
- Markette - Tutto fa brodo in TV (LA7, 2004-2008) ospite fissa
- One shot evolution (All Music, 2006) conduttrice
- L'isola dei famosi (Rai 2, 2008, 2011, 2012; Canale 5, 2017, 2022-2024) [91]
- Fuori di gusto (LA7, 2012-2013) conduttrice
- Colorado (Italia 1, 2013) co-conduttrice
- Quelli che il calcio (Rai 2, 2013-2014) inviata
- Grande Fratello 13 (Canale 5, 2014) opinionista
- Miss Italia 2015 (LA7, 2015) giurata
- L'isola di Adamo ed Eva (NOVE, 2015) conduttrice
- Maggioranza assoluta (Italia 1, 2016) conduttrice
- Domenica Live (Canale 5, 2017-2021) opinionista
- Pomeriggio Cinque (Canale 5, dal 2017) opinionista
- Mattino Cinque (Canale 5, 2017-2018) opinionista
- Tale e quale show 8 (Rai 1, 2018) concorrente
- Tale e quale show - Il torneo (Rai 1, 2018) concorrente
- B come Sabato (Rai 2, 2018) ospite fissa
- Live - Non è la D'Urso (Canale 5, 2019) opinionista e inviata
- Giù in 60 secondi - Adrenalina ad alta quota (Italia 1, 2019) concorrente
- Le Iene (Italia 1, 2021) inviata
- Drag Race Italia (Real Time, 2021) giudice ospite
- Back to School (Italia 1, 2022) concorrente
- Alessandro Borghese - Celebrity Chef (TV8, 2022) concorrente
- Il cantante mascherato 3 (Rai 1, 2022) concorrente
- Lo stato delle cose (Rai 3, 2025) opinionista

## Doppiaggio
- Karla Sofía Gascón in Emilia Pérez

## Programmi radiofonici
- Cuore e Luxuria (Radio Capital)
- Il geco e la farfalla (Radio Capital)
- Luxuria si sveglia a mezzanotte (Radio Capital)
- Siamo donne! (Radio 101)
- Il rosso e il nero (Rai Radio 1, 2023-) conduttrice

## Teatro
- Emozioni di Sergio Japino, regia di Sergio Japino (2001-2003)
- Che fine ha fatto Cenerentola? di Andrea Giuliani (2003)
- One Drag Show di Vladimir Luxuria e Emiliano Raya, regia di Emiliano Raya (2003)
- Male di luna di Lucia Di Cosmo e Mariangela Corona, regia di Lucia Di Cosmo (2004)
- My name is Silvia di Silvia Baraldini e Vladimir Luxuria, regia di Emiliano Raya (2005)
- Elena di Euripide, regia di Giuseppe Rocca Trieste,  Teatro romano (2007)
- Persone naturali e strafottenti di Giuseppe Patroni Griffi, regia di Luciano Melchionna (2010)
- La donna uomo di Vladimir Luxuria e Emiliano Raya, regia di Emiliano Raya (2010)
- Morning has broken - Una vita spezzata di Massimo Stinco, regia di Massimo Stinco (2010)
- Omaggio a Pier Vittorio Tondelli da un'idea di Giorgio Albertazzi, regia Emiliano Raya (2011)
- Si sdrai per favore di Vladimir Luxuria e Roberto Piana, regia di Roberto Piana (2011-2012)
- Stasera ve la canto, regia di Roberto Piana (2013)
- La ballata degli esclusi: incontrando Faber, regia di Antonello De Rosa (2018)
- Discarica, regia di Silvano Spada (2021)
- Princesa, regia di Fabrizio Coniglio (2023-in corso)

## Opere
- Chi ha paura della Muccassassina? Il mio mondo in discoteca e viceversa, Milano, Bompiani Overlook, 2007, ISBN 978-88-452-5838-1.
- Le favole non dette, Milano, Bompiani, 2009, ISBN 978-88-452-6277-7.
- Eldorado, Milano, Bompiani, 2011, ISBN 978-88-452-6710-9.
- L'Italia migliore, Milano, Romanzo Bompiani, 2013, ISBN 978-88-452-7412-1.
- Vladimir Luxuria e Stefano Genovese, Il coraggio di essere una farfalla, Milano, Piemme, 2017, ISBN 978-88-566-5731-9.
- Perù aiutami tu, Milano, Piemme, 2018, ISBN 978-88-566-6554-3.

## Campagne pubblicitarie
- Coconuda (2017)[92]

## Discografia

### Singoli
- Der Traurige, in Hey Roma! (Klang Records - klg 003 - 1989)
- Nessuno mi può giudicare (Sigla World Pride 2000 Roma) - brano inserito nella Gay Right Compilation volume 1 prodotta da Genny Random Factory (2002)
- Selfish  di Selfservice con Vladimir Luxuria (2003)
- L’illusione  di Giuni Russo con Vladimir Luxuria (2006)
- Over the rainbow, Ep - colonna sonora del Romapride 2009
- Ho sognato che volavi (2011) di Marco Turriziani con Vladimir Luxuria
- Sono un uomo (2019)
- Vladyland, album (2019)
- Tuo amante  di La Luna con Vladimir Luxuria (2020)
- King Kong (2021)